# Dolmen von Caranda
Der Dolmen von Caranda (auch Carauda) westlich von Cierges stammt aus der Jungsteinzeit und ist (neben dem Dolmen La Pierre Laye) eines der wenigen Denkmäler dieser Art im Département Aisne in Frankreich. Dolmen ist in Frankreich der Oberbegriff für Megalithanlagen aller Art (siehe: Französische Nomenklatur).

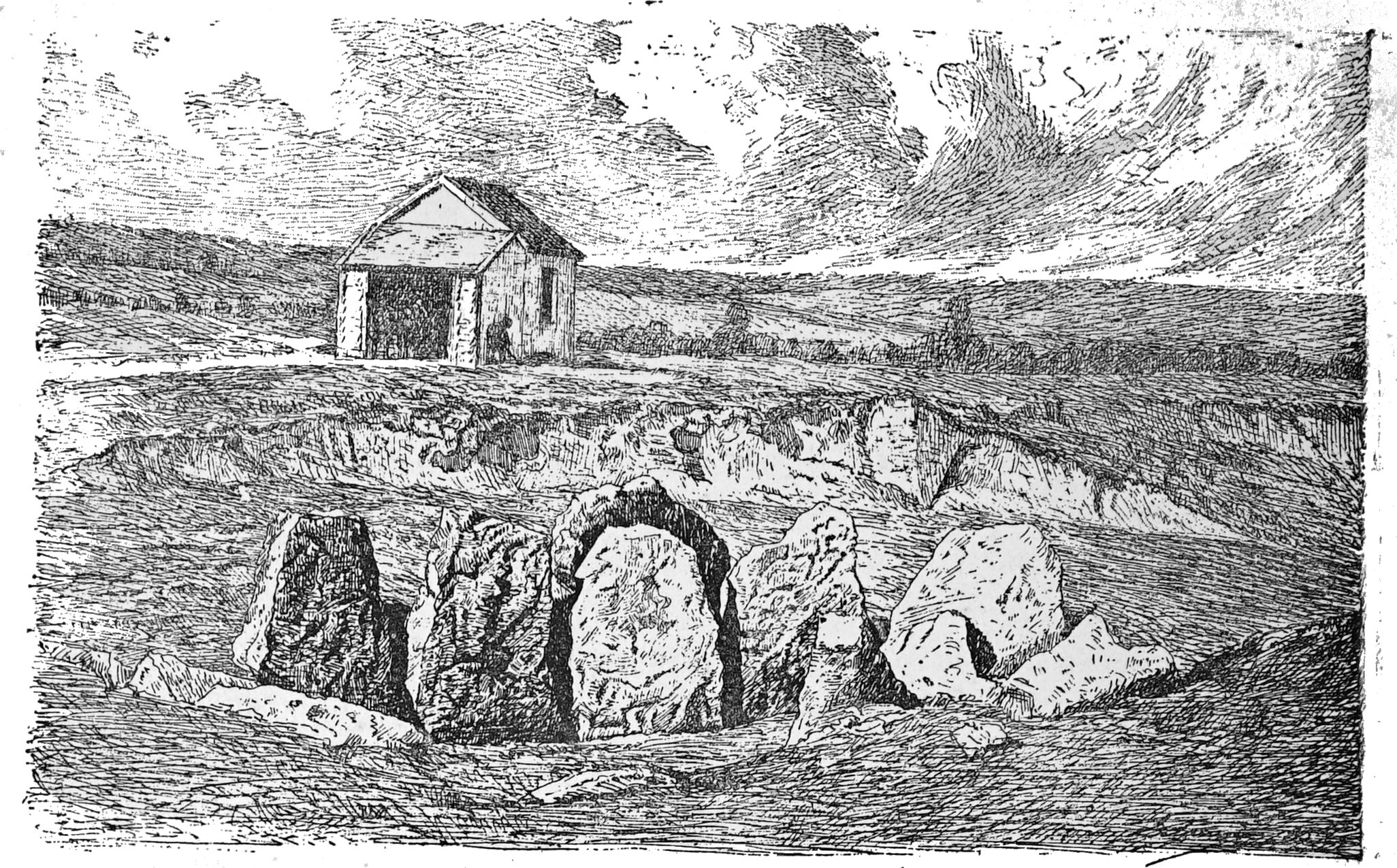
Dolmen von Caranda

Der 1851 entdeckte Dolmen von Caranda ist eine kurze, etwa Ost-West ausgerichtete eingetiefte Megalithanlage des Typs Galeriegrab deren Wände aus elf Steinplatten gebildet werden. Er ist etwa 5,0 Meter lang und 2,0 Meter breit und hoch. Der 1872 ausgegrabene Dolmen wird in einer kurzen Ante begleitet, sowie von einem Verschlussstein geschlossen, der an zwei seitlichen Frontplatten lehnt und mit leicht schräg liegenden großen Platten bedeckt.
Er wurde 1889 als Monument historique klassifiziert.